# Марко Фаріон

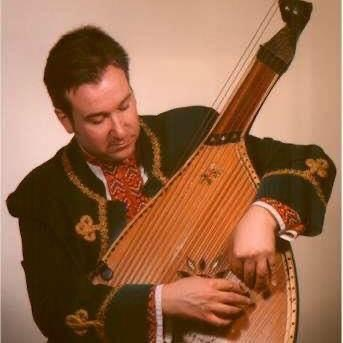

Марко Дмитрович Фаріон (нар. 28 березня 1962, Клівленд, Огайо, США) — бандурист, оперний співак і стоматолог. Зараз Фаріон проживає в Стерлінг-Хайтс, штат Мічиган, має стоматологічні кабінети в містах Клоусон, штат Мічиган, і Артезія, штат Нью-Мексико.

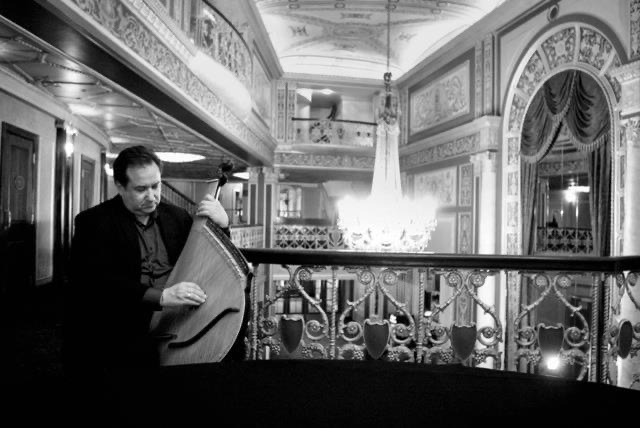

Його музика звучала на прямій ефірі Народної телевізії США (PBS) та у документальному фільмі «Баба Бабі Сказала». Про нього згадується в кількох книжках про бандуру та бандуристів. Студент бандури Григорія Китастого. Доголітьний член та соліст Української Капелі Бандуристів ім. Шевченка (1977—2023) та був солістом численних хорів в США та в Канаді. Соліст Детройтської Концертового Хору (1992—2015) та член оперного хору при Детройтські Опері (2015—2024). Був членом Хору Тисячоліття (1985—1988) при проводом Володимира Колесника не записали 35 Хорових Концертів Дмитра Бортнянського.